# Cairns Taipans
O Cairn Taipans é uma uma equipe profissional de basquetebol masculino australiano que disputa a National Basketball League (NBL). Foi fundado em 1999 sendo a única das franquias da NBL que é uma Organização sem fins lucrativos. Atualmente mandam seus jogos na Centro de convenções de Cairns com capacidade para 5.300 espectadores.

## Histórico de Temporadas
| Temporada | Nível | Liga | Pos. | J     | PL  | Resultado  |
| --------- | ----- | ---- | ---- | ----- | --- | ---------- |
| 2007-08   | 1     | NBL  | 6    | 16-14 |     |            |
| 2008-09   | 1     | NBL  | 8    | 11-19 |     |            |
| 2009-10   | 1     | NBL  | 6    | 11-17 |     |            |
| 2010-11   | 1     | NBL  | 3    | 16-12 | 3-3 | Finalista  |
| 2011-12   | 1     | NBL  | 5    | 15-13 |     |            |
| 2012-13   | 1     | NBL  | 6    | 11-17 |     |            |
| 2013-14   | 1     | NBL  | 6    | 12-16 |     |            |
| 2014-15   | 1     | NBL  | 1    | 21-7  | 2-2 | Finalista  |
| 2015-16   | 1     | NBL  | 6    | 12-16 |     |            |
| 2016-17   | 1     | NBL  | 2    | 15-13 | 0-2 | Semifinais |
| 2017-18   | 1     | NBL  | 7    | 11-17 |     |            |

fonte:australiabasket.com

### Títulos

#### NBL
Finalista (2):2011, 2015